# Marta Elena Casaús Arzú
Marta Elena Casaús Arzú (Guatemala, 24 de marzo de 1948) es socióloga, historiadora y catedrática guatemalteca, doctora en Ciencias Políticas y Sociología por la Universidad Complutense de Madrid. Se le conoce por su experiencia en investigación acerca de las élites intelectuales centroamericanas y por estudiar el fenómeno del racismo. Sus publicaciones abordan las redes familiares y las élites de poder en Centroamérica y en los últimos años investiga historia intelectual e historia conceptual. Es profesora titular en Historia de América por la Universidad Autónoma de Madrid y dirige el máster Europeo en Estudios Latinoamericanos: Complejidad Social y Diversidad Cultural (España) y en Guatemala el máster en Gerencia para el Desarrollo Sostenible.
En 2013 utilizó los hallazgos de años de investigación para validar el peritaje del juicio por el genocidio y los delitos contra los deberes de la humanidad perpetrados contra el pueblo maya ixil. En el juicio liderado por la fiscal general y jefa del Ministerio Público Claudia Paz y Paz, el Tribunal de Alto Riesgo condenó al general Efraín Ríos Montt a 80 años de cárcel. Incluyó temas de racismo, y de cómo este mostró su máxima expresión durante el conflicto interno en Guatemala y el racismo sistémico un concepto teórico que se utiliza en las ciencias sociales, también abordado por el sociólogo Joe Feagin.

## Linaje y Racismo
La publicación del libro de Casaús Arzú celebró su 25 aniversario en 2017, ha sido publicada al menos en cinco ocasiones, la última en 2018 por F&G Editores. En él explora la historia de Guatemala, examina cómo los grupos existentes llegaron al poder y busca vínculos genealógicos y económicos para hacerlo tanto en la época colonial como en la poscolonial. También arroja luz sobre quiénes son y qué piensan (Carlos M. Vilas, investigador de la UNAM, en el prólogo del libro).
El libro está dividido en cuatro capítulos. En el primero, examina las redes familiares como una estructura de poder a largo plazo en el contexto centroamericano. El segundo examina la creación y desarrollo de redes de familiares de oligarcas guatemaltecos desde 1524 hasta 1988. En el tercero, se examinan las principales redes de familiares de la oligarquía guatemalteca, desde 1700 hasta la actualidad, la influencia de familias de origen vasco, específicamente Aycinena, Arzú, Urruela y Díaz Durán. Luego también menciona la introducción de otras familias extranjeras como Skinner Klee, familias alemanas y apellidos Castillo. Finalmente, el cuarto capítulo trata sobre los pensamientos y prácticas racistas de la oligarquía guatemalteca.

## Publicaciones
- Guatemala: linaje y racismo[8] (Costa Rica: FLACSO, 1992)
- Desarrollo y diversidad cultural en Guatemala (Guatemala: Cholsamaj, 2000)
- La metamorfosis del racismo en Guatemala (Guatemala: Cholsamaj, 2002)
- Historia intelectual de Guatemala (Guatemala: USAC-CEUR/UAM)[9]
- Las redes intelectuales centroamericanas: un siglo de imaginarios nacionales (1820-1920) (Guatemala: F&G Editores, 2005)
- Diagnóstico del racismo en Guatemala (2006)
- Genocidio: ¿La máxima expresión del racismo en Guatemala? Cuadernos del Presente Imperfecto, 4 (Guatemala: F&G Editores, 2008)
- El lenguaje de los ismos: Algunos conceptos de la modernidad en América Latina (Guatemala: F&G Editores, 2010)
- El libro de la vida de Alberto Masferrer y otros escritores vitalistas. Edición crítica de la obra de teosófico-vitalista (1927-1952) (Guatemala: F&G Editores, 2012)

## Artículos de divulgación e investigación
- De subalternos y subalternidades: cuando las identidades subalternas dicen ¡basta ya!, (Cuadernos de Trabajo Social, Vol. 33, N.º 1, 2020)[10]
- El racismo y su proyección actual: ¿un fenómeno nuevo o un problema sin resolver?, (Cuadernos de Trabajo Social, Vol. 31, N.º 1, 2018)[11]
- El mito impensable del mestizaje en América Central. ¿Una falacia o un deseo frustrado de las élites intelectuales?, (Anuario de Estudios Centroamericanos, Vol. 40, N.º 0, 2014)[12]
- Racismo y genocidio dos caras de la misma moneda, (Tiempo de paz, N.º 113, 2014)[13]
- El pensamiento de Alberto Masferrer en el siglo XXI, (Cuadernos Americanos: Nueva Época, Vol. 4, Nº146, 2013)
- La representación del indio en las generaciones del 10 y del 20 en Guatemala: Carlos Wyld Ospina y Carlos Samayoa Chinchilla, (Brújula, Vol. 9, N.º 1, 2012)[14]
- Museo Nacional y museos privados en Guatemala: patrimonio y patrimonización. Un siglo de intentos y frustraciones. (Revista de Indias, Vol. 72, Nº254, 2012)[15]
- El gran debate historiográfico de 1937 en Guatemala "Los indios fuera de la historia y de la civilización". Dos formas de hacer historia. (Revista complutense de historia de América, N.º 34, 2008)[16]
- Las redes teosóficas de mujeres en Guatemala: la sociedad Gabriela Mistral (Revista complutense de historia de América, N.º 27, 2001)[17]

## Artículos de opinión
- La pandemia del racismo y el coronavirus[18] (2020)
- Guatemala: Así se expresa el odio contra indígenas y mujeres en las redes sociales[19] (2020)
- El fin de los partidos oligarquicos pero no de las redes del crimen organizado[20] (2019)
- Reflexión sobre la violación y esclavitud sexual de las mujeres maya achi[21] (2019)
- Racismo, genocidio y memoria[22] (2019)
- Manifiesto feminazi[23] (2019)
- El ejemplo de Irma Alicia Velasquez Nimatuj[24] (2013)
- Porque sí hubo genocidio en Guatemala[25] (2013)
- Porque sí hubo genocidio II[26] (2013)
- Tolerar autócratas, ¿hasta cuando?[27] (2011)